# Чартали (Душетский муниципалитет)
Чартали (груз. ჭართალი) — село в Грузии, в муниципалитете Душети края Мцхета-Мтианети. 

## География
Село расположено в северной части края, в 30 километрах по прямой к северо-западу от центра муниципалитета Душети. Высота центра — 1200 метров над уровнем моря.

## Население
По данным переписи населения 2014 года, в селе проживало 222 человека.
| Год  | Население |
| ---- | --------- |
| 2002 | 279       |
| 2014 | 222       |